# Gert Dorbek
Gert Dorbek, né le 10 juin 1985, à Tallinn, en République socialiste soviétique d'Estonie, est un joueur estonien de basket-ball. Il évolue au poste d'arrière.

## Palmarès
- Champion d'Estonie 2006, 2011, 2012, 2013, 2015
- Coupe d'Estonie 2003, 2005, 2013, 2014